# Trichocerca tenuidens
Trichocerca tenuidens är en hjuldjursart som först beskrevs av Hauer 1931.  Trichocerca tenuidens ingår i släktet Trichocerca och familjen Trichocercidae. Inga underarter finns listade i Catalogue of Life.